# Panacea procilla
Panacea procilla es un especie de lepidóptero perteneciente a la familia Nymphalidae. Es originario de América, donde se distribuye por Panamá, Colombia, y Brasil. Es la especie tipo del género.